# ザ・ワールド (お笑いコンビ)
ザ・ワールドは、よしもとクリエイティブ・エージェンシー所属のお笑いコンビである。baseよしもとオーディションtryメンバー。NSC大阪校21期生出身。結成は2007年7月。2013年解散。
2009年8月にコンビ名を無駄無駄ラッシュ（むだむだラッシュ）から「ザ・ワールド」に改名。これはコンビ共にジョジョファンだからと言われている。

## メンバー
中立豊（なかだて ゆたか、1979年8月2日（45歳） - ）
京都府久世郡久御山町出身、B型。
元けもの道として活動したが相方の不祥事でピン芸人「ルチャダテリブレ」の芸名でマスクマン姿で活躍。現在は中立人生の名前でピン活動をしている。
田中邦彦 （たなか くにひこ、1975年10月11日（49歳） - ）
京都府久世郡久御山町出身、B型。
元ロデオボックス。

## 特徴
プロレスネタを得意としパイプイスを相手にプロレスを展開するというネタを主に行う。

## エピソード
- 2008年のオールザッツ漫才でネタ中にイスにボディアタックをした際、イスが観客席の女性に飛んで行くハプニングが起こる。

## テレビ出演
- オールザッツ漫才（毎日放送）
- マヨブラ流（読売テレビ）
- お笑いメリーゴーランド（TBSテレビ、2008年10月16日）
- ゼッタイジャルっ!（関西テレビ、2010年8月6日） 中立のみ